# 4:30
4:30은 싱가포르에서 제작된 로이스톤 탄 감독의 2005년 드라마 영화이다. 김영준 등이 주연으로 출연하였고 게리 고 등이 제작에 참여하였다.

## 출연

### 주연
- 김영준

## 제작진
- 공동제작: 제임스 토
- 공동제작: 우에다 마코토